# Paranthus rhodorus
Paranthus rhodorus är en havsanemonart som först beskrevs av Couthouy in Dana 1846.  Paranthus rhodorus ingår i släktet Paranthus och familjen Actinostolidae. Inga underarter finns listade i Catalogue of Life.